# Стаут (Ајова)
Стаут (енгл. Stout) град је у америчкој савезној држави Ајова. По попису становништва из 2010. у њему је живело 224 становника.

## Демографија
Према попису становништва из 2010. у граду је живело 224 становника, што је 7 (3,2%) становника више него 2000. године.
| Група             | 2000.       | 2010.       |
| Белци             | 215 (99,1%) | 221 (98,7%) |
| Афроамериканци    | 0 (0,0%)    | 0 (0,0%)    |
| Азијати           | 0 (0,0%)    | 1 (0,4%)    |
| Хиспаноамериканци | 0 (0,0%)    | 2 (0,9%)    |
| Укупно            | 217         | 224         |